# Burgus

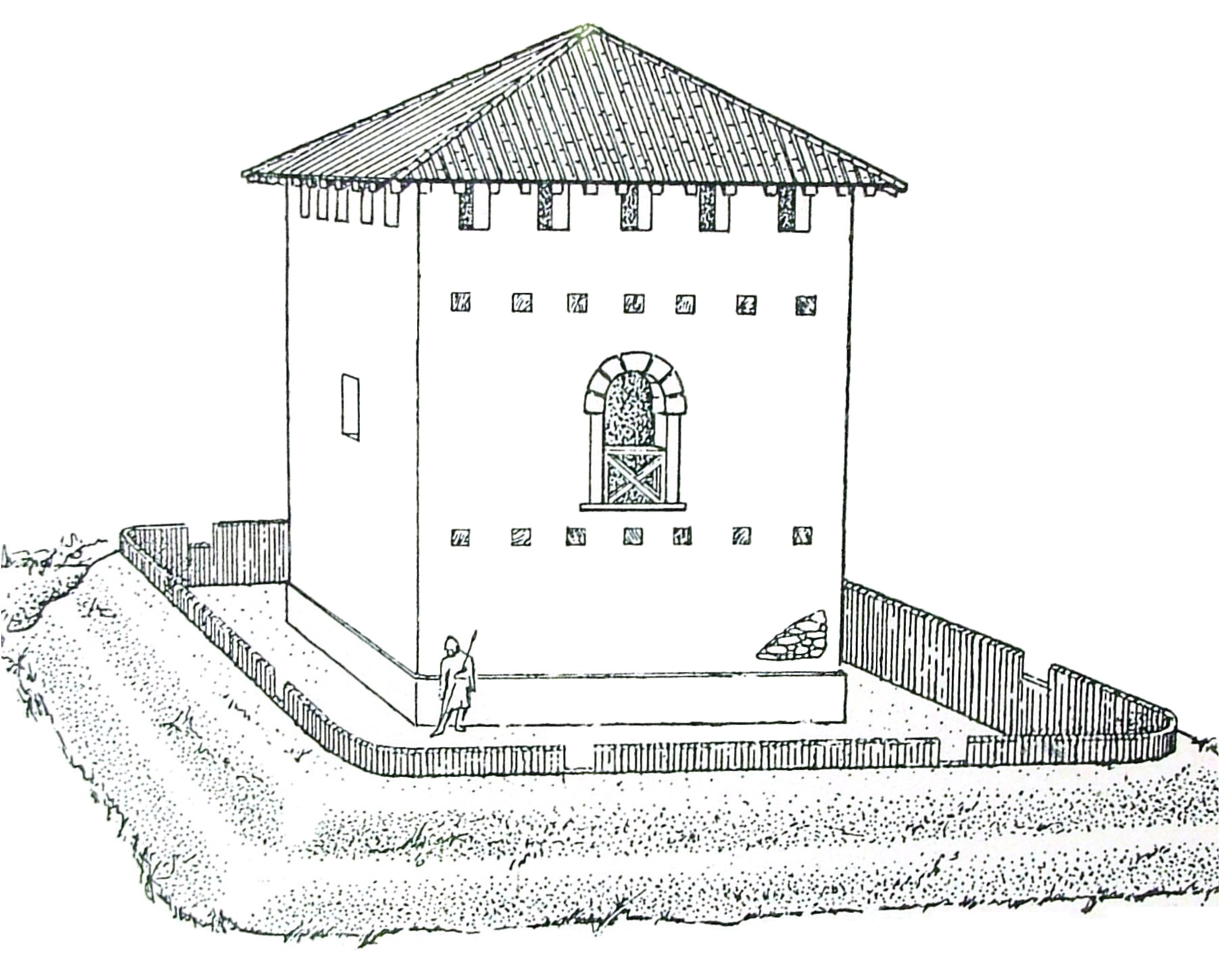
Un tipico esempio di burgus.

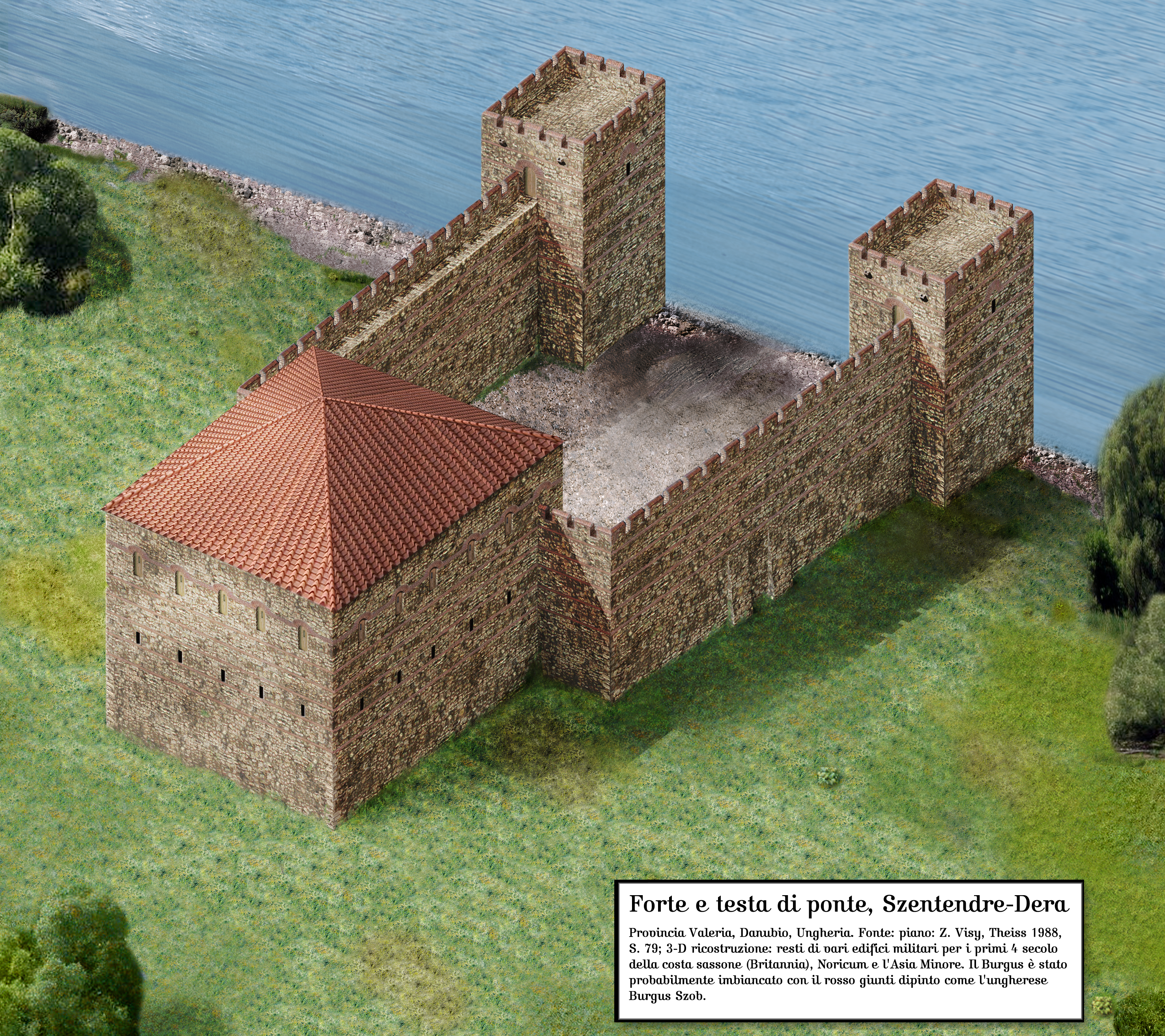
Forte e testa di ponte, Szentendre-Dera, Danubio, Ungheria.

Burgus (plurale Burgi, in latino), o Turris era una fortificazione della tarda età imperiale, che poteva comprendere sia una torre, sia un piccolo fortino, dotato di una fossato o di un vallum circostante. Il termine latino burgus deriverebbe dal greco purgos.
La parola Burgus appare per la prima volta negli autori tardo antichi come, ad esempio, Flavio Vegezio con la sua Epitomae rei militaris od Orosio, con le Historiae contra paganos.
A partire dal 369 sotto Valentiniano I, cominciarono ad essere creati i primi esempi di burgi, vale a dire torri rettangolari a due piani, alte in media 8–12 m e larghe altrettanto, quasi fortini in miniatura, che potevano contenere piccoli granai per le truppe di frontiera in movimento. Questo genere di costruzioni era essenzialmente uno sviluppo delle torri di avvistamento del limes del primo e del secondo secolo d.C., che avevano torri molto più grandi, spesso circondate da una palizzata e da un fossato. La prima datazione di queste costruzioni risalirebbe al IV secolo. Essi rappresentavano un avamposto difensivo, che poteva comunicare con le retrovie o i grandi accampamenti militari dell'epoca con un sistema di comunicazione visiva a distanza, tramite torce o falò.
Presso queste costruzioni erano stanziati piccoli contingenti di soldati limitanei, che avevano soprattutto il compito di vigilare lungo le frontiere. Col tempo, questi burgi cominciarono ad ingrandirsi fino ad avere la funzione di fortezze, dentro le quali tendeva a rifugiarsi la popolazione contadina dei villaggi circostanti, in caso di pericolo (invasioni barbariche). Potevano ricoprire anche la funzione di "granai di riserva".
La base era normalmente di forma quadrata o rettangolare, in rari casi trapezoidale o circolare. Ciò era dovuto al fatto che le torri quadrate erano più facili da costruire in tempi relativamente brevi, ma erano meno resistenti all'impatto di proiettili o di arieti, mentre quelle circolari erano più difficili da costruire, sebbene fossero più solide.